# Антоній Винницький
Антоній (Олександр) Винницький (1600 — 26 листопада 1679) — український православний церковний діяч, Митрополит Київський, Галицький та всієї Руси (1676—1679), екзарх Константинопольського патріархату.

## Життєпис
Народився в с. Уріж Самбірського повіту (тепер Дрогобицького району Львівської області) в родині руських шляхтичів Федора та його дружини Маріанни Винницьких.
24 квітня 1650 року став Перемиським та Самбірським православним єпископом всупереч рішенню сейму Речі Посполитої від 1641 року. До 1664 року — Перемиський єпископ. Хіротонія відбулась в кафедральному соборі Перемишля.
За підтримки гетьмана Павла «Тетері» Мошковського був обраний Митрополитом Київським, Галицьким та всієї Руси.
Після 1666 року керував Львівською, Перемиською та Луцькою єпархією Київської митрополії Константинопольського патріархату.
Після Андрусівського перемир'я 1667 року Львівська, Перемиська та Луцька єпархії опинилися відокремлиними від метрополії.
Коли Антонія ув’язнили у Перемиській вежі за напади на незаконно призначеного королем єпископа, на порятунок вирушило його звільнило звідти військо бідних шяхтичів та міщан. Це не означає, що єпископ був демократом і популістом, але одурені й принижені люди пішли на штурм вежі. Вони знали, що Антоній воював проти турків і татар, і за ці заслуги отримав посаду, і що він захищає православну церкву. Він, до речі, першим в Україні впорядкував метричні книги, розуміючи їхню важливість для майбутніх поколінь.
Винницькі мали осідок в моєму селі Уріж. Якщо боротьба проти унії лише дратувала владу, то справа про святотатство була набагато серйозніша. Антоній викрав ченця-домініканця, що писав на нього доноси, привіз до Урожа і так його затероризував, що той зрікся католицької віри. Правда, потім чернець утік. За це Винницькому світила кара на горло.
Український шляхтич осквернив всемогутній орден. І спокійно сидів собі в Урожі. Йому світила не те що інфамія, а кара на горло. Зі Львова вирушило військо, очолюване львівськими магнатами. Вони собі уявили, що їдуть на лови і що взяти непримітне сільце буде легко. Однак не так сталося, як гадалося. В Урожі їх чекало 11 тисяч дрібних шляхтичів і селян. Це було після Хмельниччини, до речі. Вони й вухом не повели, побачивши пишну делегацію з самого Львова, націливши на неї списи, вила і рогатини, хто що мав. І панове, поспіхом вручивщи обвинувачення, мусили вертати до Львова 60 миль.
У 1668 році вів боротьбу за церкву Святого Юра із Йосифом (Шумлянським). Вояки Й. Шумлянського напали на оборонний монастир, вирубали паркани, брами, сильно побили слуг митрополита. Антоній Винницький спустився по спису до вікна, де його обступили вояки; відкупився своїм золотим ланцюгом. Й. Шумлянський забрав єпископські митри, ризи, одяг, килими, зброю, столове начиння, бочки вина, коней для карети тощо. Справа дійшла до суду, який визнав Й. Шумлянського владикою.
Після смерті Митрополита Йосифа Тукальського-Нелюбовича (1676) заявляв свої претензії на всю Київську митрополію. Вів переговори з послами московського царя, щодо визнання його, як митрополита на теренах України у складі Московського царства. На це йому відповіли, що таке можливо лише після визнання ним зверхності «государя» та московського патріарха.
1676 року висвячений на митрополита, екзарха Константинопольської Патріархії, і керував Київською митрополією до 1679 року. Мав підтвердження свого митрополичого статусу від двох польських королів.
Був останній з митрополитів, що носили титул — Митрополит Київський, Галицький та всієї Русі. 
Помер 26 листопада 1679 року. За даними «Географічного словника Королівства Польського», був похований у крипті церкви Лаврівського монастиря.

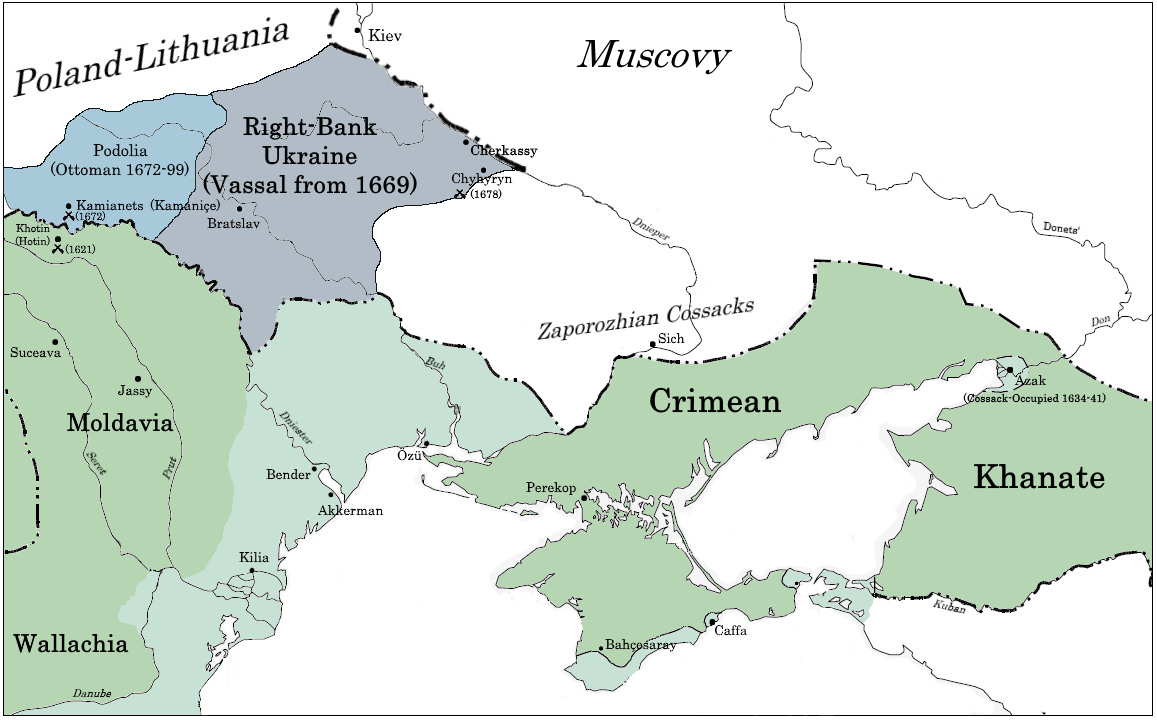
Османські північні території

Після смерті 26 листопада 1679 року останнього митрополита Київського, Галицького та всієї Руси, який мав статус екзарха Константинопольського патріархату, Антонія Винницького Київська православна митрополія розділилася.
Київська православна митрополія на землях, що перебувала під контролем Москви (включно з Києвом), почала інтегруватися у структуру московської патріархії.
На противагу цьому Константинопольський патріархат заснував у серпні 1681 року окрему митрополію з центром у Кам’янці (тепер місто Кам’янець-Подільський Хмельницької області). На той час це місто було центром Кам’янецького еялету Османської імперії.
Константинопольський патріарх Яків (1679–1682) номінував для Кам’янця митрополита грецького на ім’я Панкратій. Титул Панкратія – «митрополит Кам’янецький і Подільський і всієї Малої Русі, екзарх Константинопольський» – вказував, з одного боку, на фактичне відокремлення Правобережної України від Київської митрополії, а з другого – на продовження традиції екзархату, що почалася від митрополита Петра Могили.
Проте влада Кам’янецького митрополита поширювалася тільки на османські терени, решта правобережних земель Київської митрополії, що перебували у складі Речі Посполитої, де-факто були під управлінням Львівського єпископа Йосифа (Шумлянського), якого польський король у 1679 році призначив адміністратором Київської кафедри.